# 浜岸峻輝
浜岸 峻輝（はまぎし としき、1994年11月28日 - ）は、日本のラグビー選手。

## プロフィール
- 神奈川県出身[1]。
- ポジションはスタンドオフ(SO)、センター(CTB)。
- 身長 175cm、体重 90kg
- U20日本代表に選ばれたことがある[2]。

## 略歴
ラグビーを始めたきっかけは両親がラグビーをやっていて、勧められたことから。
2012年、東京高校卒業後、中央大学に入学する。なお東京高校時代、高校日本代表に選ばれたことがある。
2016年、中央大学ラグビー部の主将に就任した。
2017年、中央大学卒業後、リコーブラックラムズ(現・リコーブラックラムズ東京)に加入。
2020年2月2日にジャパンラグビートップリーグ第4節NTTコミュニケーションズシャイニングアークス戦に途中出場で公式戦初出場を果たす。
2022年、リコーブラックラムズ東京を退団した。